# Nino Buccellato
Nino Buccellato, all'anagrafe Antonino Buccellato (Castellammare del Golfo, 2 luglio 1915 – Roma, 9 maggio 1983) è stato un poeta e scrittore italiano.

## Biografia
Nino Buccellato nasce a Castellammare del Golfo nel 1915, figlio di Benedetto Buccellato e di Caterina Di Liberti. Trascorre i primi anni e l'adolescenza in paese per poi spostarsi a Palermo per gli studi al Liceo classico Vittorio Emanuele II, sotto la guida di Pietro Mignosi, e per il successivo avvio di quelli universitari, in lettere e filosofia. Nel 1935 si trasferisce a Roma mantenendosi agli studi come assistente al Convitto Nazionale "Vittorio Emanuele II". Si laurea alla Sapienza con Natalino Sapegno, con una tesi su Giovanni Verga e il Verismo.
Nel 1939/40 ottiene il primo incarico di insegnamento, sempre presso il Convitto Nazionale di Roma, nonostante la sua avversione per il fascismo (non frequenta i sabato fascisti, non collabora con l'Opera Balilla, non partecipa alle adunate ed è perciò periodicamente richiamato). Durante il servizio militare come allievo ufficiale vince il concorso per i convitti nazionali di stato. Allo scoppio della guerra è sottotenente dell'esercito e, allo sbarco degli americani in Sicilia, nel luglio del 1943 viene fatto prigioniero e tradotto in Africa, dove resta segregato per due anni, fino al luglio del 1945, tra Biserta, Orano e Casablanca. 
Dopo la guerra, ripreso l'insegnamento a Roma, promuove la formazione del Sindacato dei Collegi di Stato, di cui viene eletto primo segretario nazionale, entra quindi a far parte del Consiglio Nazionale e dell'Esecutivo della Federazione Italiana della Scuola (gennaio 1946). Contemporaneamente ha esperienze di impegno politico in Sicilia, in occasione delle prime elezioni regionali del 1947. Sposa Maria Margherita Pomello Chinaglia. L'attività sindacale si protrae fino al 1952. A seguire svolge incarichi ministeriali di vertice in più dicasteri.
Nel 1953 pubblica il suo primo libro, Il Vulcano non si spegne e i suoi racconti sono pubblicati sulle terze pagine di più quotidiani (Il Corriere di Catania, Il Giornale d'Italia, La Nazione, Il Momento, 
Il Tempo di Milano, il Giornale di Sicilia e altri). Dopo l'iscrizione come pubblicista all'Albo dei Giornalisti/Pubblicisti (1958), diventa negli anni a seguire condirettore della rivista Meridione.
Durante gli anni sessanta lavora alle relazioni culturali del Ministero degli affari esteri. Nel luglio del 1966 pubblica per Vallecchi Le Soste. Gli scrive Ungaretti: «le sue poesie mi sono sembrate notevoli (…) e al mio ritorno (n.d.r.: dal Brasile) spero di avere la fortuna di conoscerla di persona.»
Rientra nel mondo della scuola soltanto alla fine del decennio, in qualità di rettore preside del Convitto Nazionale Torquato Tasso di Salerno, che dirige fino al 1980. E a Salerno, nel 1973, dà alle stampe per De Luca editore Uomo di terra, la seconda raccolta di poesie.
Riceve dal Presidente della Repubblica Sandro Pertini la Medaglia d'oro ai Benemeriti della Scuola della Cultura e dell'Arte.
Rientrato a Roma, si dedica a riordinare e concludere più lavori in precedenza avviati, pubblicati postumi nelle Opere complete. Muore il 9 maggio 1983, all’età di 67 anni.

## Opere
Nel 1953 pubblica da Macchia, Roma, il volume di racconti Il vulcano non si spegne, con introduzione di Aldo Vallone.
È del 1966, per Vallecchi, Firenze, la prima raccolta di poesie, Le soste, prefazione di Gaetano Gangi.
Seguono nel 1973 le poesie di Uomo di terra, per De Luca, Roma, ancora con prefazione di Gangi.
L’ultimo lavoro pubblicato dall’autore è Ritratto allo Specchio, del 1982, con Vincenzo Lo Faro Editore di Roma.
Alla morte lascia più inediti.  Nel dicembre del 2021, introdotte da un saggio critico di Alessandro Zaccuri, Marietti1820 di Bologna pubblica le Opere Complete - testi editi e inediti, questi ultimi proposti dagli eredi all'editore sulla base di una selezione già compiuta dall'autore prima della scomparsa. Oltre ai suddetti testi già pubblicati il libro contiene
- le satire Onorevoli o quasi,
- i racconti di Due strade per il Cielo,
- le poesie di Ossidiana,
- il Diario di prigionia  (1943-1945), trascrizione di riflessioni e pensieri annotati a matita, durante la prigionia, sui margini delle pagine di una Fedra di D'Annunzio.

In seguito alla pubblicazione delle Opere Complete da parte di Marietti1820, sulla base del riscontrato rinnovato interesse per tali scritti e su invito degli eredi dello scrittore, il 6 ottobre 2023 è nato il Comitato Nino Buccellato, costituito da Monica Guerzoni, Daniele Tinterri e Francesco Buccellato con le finalità di favorire l'affidamento permanente a un archivio letterario degli scritti e carteggi dell'autore e di promuovere iniziative di studio e approfondimento dell'opera di Buccellato, «un patrimonio letterario del Novecento italiano da salvaguardare e valorizzare.»